# Медресе Зульфугарова
Медресе Зульфугарова, или Моллахана Зульфугарова — историко-архитектурный памятник, расположенный в городе Шеки.
Здание было включено в список недвижимых историко-культурных памятников местного значения решением Кабинета Министров Азербайджанской Республики № 338 от 3 ноября 2021 года.

## История
Медресе Зульфугарова было построено в 1911 году в городе Шеки по инициативе купца Зульфугарова. Дата строительства медресе выбита на каменных плитах с обеих сторон от главного входа в здание — по хиджре и по григорианскому календарю.
После оккупации Азербайджана большевиками имущество семьи Зульфугаровых было конфисковано. В последующие годы здание медресе использовалось как здание банка, спортивная, профессиональная и музыкальная школа, а также как Дом интеллигенции.
После восстановления независимости Азербайджана здание было возвращено в частную собственность. В настоящее время оно находится в аварийном состоянии.
С 2001 года историческая часть города Шеки, где расположено здание, была выдвинута в качестве кандидата на включение в Список всемирного наследия ЮНЕСКО. 7 июля 2019 года «Исторический центр Шеки с Ханским дворцом» был официально внесён в Список всемирного наследия ЮНЕСКО. Решение было принято на 43-й сессии Комитета всемирного наследия ЮНЕСКО, проходившей в Бакинском конгресс-центре.
Здание было включено в список недвижимых историко-культурных памятников местного значения решением Кабинета Министров Азербайджанской Республики № 338 от 3 ноября 2021 года.

## Архитектурные особенности
Медресе построено в традиционном стиле Шекинской архитектурной школы. Из-за наклонного рельефа местности здание имеет три этажа со стороны главного фасада и два — со стороны заднего. Чтобы вход и выход не выходили напрямую на улицу, главный вход расположен на пересечении северного и западного фасадов, на уровне второго этажа, что обусловлено уклоном рельефа. Узорные элементы фасада включают как религиозные, так и светские мотивы. Интерьер здания также оформлен в традиционном стиле Шекинской архитектурной школы. Комнаты просторные и светлые. Потолки деревянные, стены оштукатурены известью. В некоторых комнатах сохранились настенные росписи и орнаменты. Планировка здания проста и функциональна. Общая площадь медресе составляет 485 кв. м. Планировка решена с помощью двух рядов комнат, расположенных вдоль центрального коридора. План первого и второго этажей практически одинакова. На третьем этаже, для создания большого зала, одна из стен коридора была удалена и внесены некоторые изменения в планировку.